# Йозеф Страка
Йозеф Страка (чеськ. Josef Straka; 11 лютого 1978, м. Їндржихув-Градец, ЧССР) — чеський хокеїст, центральний нападник.
Вихованець хокейної школи ХК «Табор», тренер — Й. Страка. Виступав за команди «Літвінов», «Пльзень», БК «Млада Болеслав», «Спарта» (Прага), «Орлі Зноймо», ЕХК «Лінц», «Лукко» (Раума), «Сєвєрсталь» (Череповець), «Ак Барс» (Казань), «Автомобіліст» (Єкатеринбург), «Чеські Будейовиці», «Валь-Гардена» (Італія), «Лангнау Тайгерс», «Пірати» (Хомутов), «Блу Девілз» (Вайден, Німеччина), «Вальдкрайбург» (Німеччина).
В чемпіонатах Чехії — 525 матчів (144+188). В чемпіонатах Фінляндії — 71 матч (29+38). У чемпіонатах КХЛ — 235 матчів (74+72), у Кубку Гагаріна — 15 (2+3).
У складі національної збірної Чехії провів 41 матч (9+16). У складі молодіжної збірної Чехії учасник чемпіонатів світу 1996 і 1998. У складі юніорської збірної Чехії учасник чемпіонатів Європи 1995 і 1996.
Освіта — вища. Закінчив економічний інститут.
Дружина — Лінда.
Досягнення
- Чемпіон Чехії (2006), срібний призер (1996), бронзовий призер (2000).